# Cinta de bobina abierta
La cinta de bobina abierta es un tipo de cinta magnética de audio utilizada para la reproducción o grabación de sonido. Es la cinta que utiliza el magnetófono de bobina abierta. Para grabar la cinta se utiliza el sistema de grabación magnética analógica o la digital.

## Cintas analógicas
Los protectores plásticos a ambos lados del carrete protegen la cinta de cualquier daño, por lo que el diámetro de la cinta no debe sobrepasarlos. 
Hay dos tipos de cintas:
- cintas para magnetófono, que tienen una dimensión de un cuarto de pulgada (6,35 mm).
- cintas profesionales (de mayor anchura que las cintas para magnetófono) que se enrollan formando una «torta».

La cinta de bobina abierta pueden tener diversos espesores.
- Cinta estándar (SP): tiene un espesor de 50 micras (0.05 mm) y pueden grabar 33 minutos sobre una bobina de 25 cm de diámetro (a la velocidad de 15 pulgadas por segundo).
- Cinta de larga duración (LP): Tienen un espesor de 35 micras y pueden grabar 48 minutos.
- Cintas de doble duración (DP): No se utilizan para grabaciones profesionales porque se rompen o estiran con facilidad.
- Cintas de triple duración (TP): Tampoco se utilizan para grabaciones profesionales, por los mismos motivos que las de doble duración.

Las cintas de bobina abierta para magnetófonos multipista siempre van enrolladas sobre carrete de material no magnético y tienen mayor dimensión: ½, 1 o 2 pulgadas.

## Cintas digitales
Se utilizan en algunos formatos multipista digitales como el DASH y el ProDigi.
Como la información, mediante la conversión A/D es traducida al código binario, las cintas requieren un ancho de pista inferior para contener la misma cantidad de información, por ello, pueden ser más pequeñas. Los magnetófonos multipista utilizan cintas de ¼ de pulgada o de ½. 
- Datos: Q5769752